# Прахали
Прахàли е село в Северна България, община Габрово, област Габрово.

## География
Село Прахали се намира на около 5 km северозападно от центъра на град Габрово, в близко съседство със селата Гледаци от запад, Гайтаните от югоизток и Дивеци от юг. Разположено е в южните подножия на платото Стражата. Надморската височина в южния край на селото варира между 395 m и 410 m и нараства на север до около 410 – 425 m.
На юг Прахали има пътна връзка през село Поповци с второкласния републикански път II-44 (Севлиево – Габрово), на запад – със село Гледаци, а на изток – със село Дивеци.

## История
През 1966 г. дотогавашното населено място колиби Прахалите е преименувано на Прахали, а през 1995 г. колиби Прахали придобива статута на село..

## Население
Населението на село Прахали наброява 142 души при преброяването към 1934 г., намалява до 54 към 1985 г. и до 34 души (по текущата демографска статистика за населението) към 2019 г.
Преброяване на населението през 2011 г.
Численост и дял на етническите групи според преброяването на населението през 2011 г.:
|                     | Численост | Дял (в %) |
| Общо                | 39        | 100,00    |
| Българи             | 37        | 94,87     |
| Турци               | 0         | 0,00      |
| Цигани              | 0         | 0,00      |
| Други               | 0         | 0,00      |
| Не се самоопределят | 0         | 0,00      |
| Неотговорили        | 2         | 5,12      |